# Кантильон, Ричард
Ричард Кантильон (англ. Richard Cantillon) (ок. 1680, Беллихейг — 14 мая 1734, Лондон) — экономист, банкир и демограф.

## Биография
Ричард Кантильон работал коммерсантом в Лондоне. Потом он переехал в Париж, где работал в банке своего дяди. Банк после смерти дяди в 1717 году перешёл Кантильону. Ричард Кантильон в это время интересуется системой Ло и становится её членом. Клиенты банка «Кантильон» предлагали в качестве гарантии акции на предъявителя Вест-Индской компании, курс которых в то время рос. Кантильон принимал эти акции, но он понимал, что курс акций в ближайшее время упадёт, и поэтому перепродал акции по более высокой цене, а полученную от перепродажи прибыль разместил в банках Лондона и Амстердама. В 1720 году произошло обвальное падение курса акций и финансовое учреждение Джона Ло потерпело крах. Кантильон стал богатым человеком, в то же время клиенты банка, гарантии которых перестали что-либо стоить, обязаны были погасить свои долги. Почти во всех судебных процессах Кантильон становился победителем. Кантильон был заядлым путешественником, он посетил Вест-Индию, Дальний Восток, Бразилию и другие страны. Умер он в Лондоне во время пожара в собственном доме, вероятнее всего устроенного недовольным увольнением слугой.

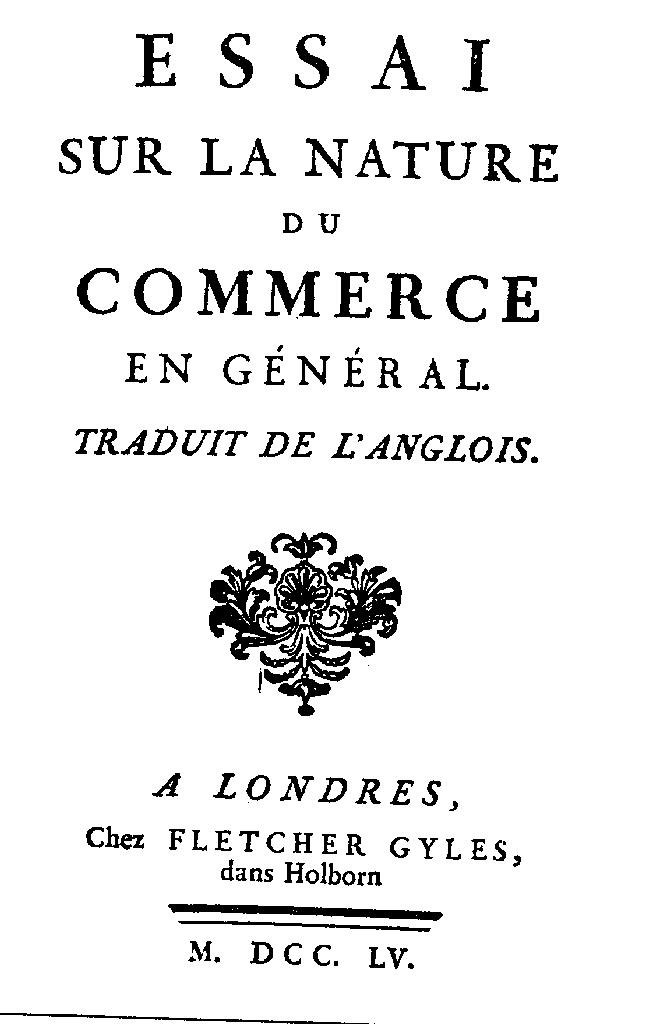

## Вклад в экономическую науку
Основным вкладом Кантильона в экономическую науку является его работа «Эссе о природе торговли в общем плане» (фр. Essai sur la nature du commerce en général). Книга была издана в 1755 году в Лондоне на французском языке. В своём «Эссе» Кантильон размышляет о богатстве и его распределении, подробно описывает теорию населения и теорию денежного обращения, особенно выделяет главенствующую роль предпринимателей. Книга оказала значительное влияние на французских физиократов, в особенности на Мирабо, сочинение которого «L’ami des hommes» представляет комментарий на книгу Кантильона. Адам Смит цитирует Кантильона, и в «Богатстве народов» можно отыскать явственные следы влияния Кантильона. В целом политическая экономия Кантильона является как бы связующим звеном между меркантилизмом, физиократией и теорией Адама Смита и сочетает в себе элементы всех этих трёх направлений.

## Труды
- Эссе о природе торговли в общем плане // Мировая экономическая мысль. Сквозь призму веков. — М.: Мысль, 2004. Т. 1. — С. 269—278.
- Опыт о природе коммерции: общие вопросы. / Пер. с фр. и англ. О. И. Ананьина. — М.: Издательство Института Гайдара; СПб.: Центр экономической культуры, 2024. — 464 с. — (Новое экономическое мышление) — ISBN 978-5-93255-663-4